# Discografie van Me First and the Gimme Gimmes
| Discografie van Me First and the Gimme Gimmes | Discografie van Me First and the Gimme Gimmes |
| --------------------------------------------- | --------------------------------------------- |
| Studioalbums                                  | 6                                             |
| Verzamelalbums                                | 2                                             |
| Livealbums                                    | 1                                             |
| Ep's                                          | 3                                             |
| Singles                                       | 18                                            |
| Boxsets                                       | 1                                             |
| Videoclips                                    | 4                                             |

De discografie van Me First and the Gimme Gimmes, een Amerikaanse punk- en coverband, bestaat uit zes studioalbums, twee verzamelalbums, een livealbum, drie ep's, achttien singles en een boxset. Voor vier nummers heeft de band een videoclip gemaakt. De band heeft ook een reeks nummers op tientallen verschillende compilatiealbums uit laten geven.
Het merendeel van de albums is uitgegeven via het platenlabel Fat Wreck Chords, dat in handen is van bassist Fat Mike, die ook in de punkband NOFX speelt.

## Studioalbums
| Jaar | Titel                        | Label            | Formaat |
| ---- | ---------------------------- | ---------------- | ------- |
| 1997 | Have a Ball                  | Fat Wreck Chords | cd, lp  |
| 1999 | Are a Drag                   | Fat Wreck Chords | cd, lp  |
| 2001 | Blow in the Wind             | Fat Wreck Chords | cd, lp  |
| 2003 | Take a Break                 | Fat Wreck Chords | cd, lp  |
| 2006 | Love Their Country           | Fat Wreck Chords | cd, lp  |
| 2014 | Are We Not Men? We Are Diva! | Fat Wreck Chords | cd, lp  |

## Verzamelalbums
| Jaar | Titel                            | Label            | Formaat |
| ---- | -------------------------------- | ---------------- | ------- |
| 2008 | Have Another Ball                | Fat Wreck Chords | cd, lp  |
| 2017 | Rake It In: The Greatestest Hits | Fat Wreck Chords | cd, lp  |

## Livealbums
| Jaar | Titel                    | Label            | Formaat |
| ---- | ------------------------ | ---------------- | ------- |
| 2004 | Ruin Jonny's Bar Mitzvah | Fat Wreck Chords | cd, lp  |

## Ep's
| Jaar | Titel            | Label                  | Formaat     |
| ---- | ---------------- | ---------------------- | ----------- |
| 2001 | Turn Japanese    | Pizza of Death Records | cd          |
| 2011 | Go Down Under    | Fat Wreck Chords       | cd, 7-inch  |
| 2011 | Sing in Japanese | Fat Wreck Chords       | cd, 12-inch |

## Singles
| Jaar | Titel                  | Label                 | Formaat |
| ---- | ---------------------- | --------------------- | ------- |
| 1995 | "Denver"               | Fat Wreck Chords      | 7-inch  |
| 1996 | "Billy"                | Epitaph Records       | 7-inch  |
| 1997 | "Paul"                 | Kung Fu Records       | 7-inch  |
| 1997 | "Diamond"              | Hopeless Records      | 7-inch  |
| 1997 | "Barry"                | SideOneDummy Records  | 7-inch  |
| 1999 | "Elton"                | Honest Don's Records  | 7-inch  |
| 1999 | "Garf"                 | Lookout! Records      | 7-inch  |
| 1999 | "In Your Barkalounger" | Alternative Tentacles | 7-inch  |
| 2001 | "Shannon"              | BYO Records           | 7-inch  |
| 2001 | "Stevens"              | Nitro Records         | 7-inch  |
| 2001 | "Bob"                  | Fat Wreck Chords      | 7-inch  |
| 2003 | "Jackson"              | Jade Tree Records     | 7-inch  |
| 2003 | "Stevie"               | No Idea Records       | 7-inch  |
| 2007 | "Dolly"                | Fat Wreck Chords      | 7-inch  |
| 2007 | "Cash"                 | Fat Wreck Chords      | 7-inch  |
| 2007 | "Willie"               | Fat Wreck Chords      | 7-inch  |
| 2008 | "Kenny"                | Fat Wreck Chords      | 7-inch  |
| 2008 | "Jerry"                | Fat Wreck Chords      | 7-inch  |

## Boxsets
| Titel | Jaar                          | Label            | Formaat    |
| ----- | ----------------------------- | ---------------- | ---------- |
| 2001  | Me First and the Gimme Gimmes | Fat Wreck Chords | 11x 7-inch |

## Videoclips
| Jaar | Titel                 | Van album          |
| ---- | --------------------- | ------------------ |
| 1997 | "Danny's Song"        | Have a Ball        |
| 1999 | "Summertime"          | Are a Drag         |
| 2003 | "I Believe I Can Fly" | Take a Break       |
| 2006 | "Goodbye Earl"        | Love Their Country |